# Klein Luckow
Klein Luckow è una frazione del comune di Jatznick, nel Land del Meclemburgo-Pomerania Anteriore, in Germania.
Fino al 2011 comune autonomo, il 1º gennaio 2012 viene incorporato nel comune di Jatznick, insieme al comune di Blumenhagen.